# Cynthia Rhodes
Cynthia Rhodes (Nashville, Tennessee; 21 de noviembre de 1956) es una exactriz, cantante y bailarina estadounidense.

## Carrera
Rhodes comenzó su carrera trabajando en el parque temático "Opryland USA" como cantante y bailarina mientras estudiaba en la Glencliff High School en Nashville durante los años 1970.
En 1983, actuó en la película Flashdance, protagonizada por Jennifer Beals y Michael Nouri. Ese mismo año protagonizó la película Staying Alive, junto a John Travolta. En 1984 protagonizó Runaway, junto a Tom Selleck, Gene Simmons y Kirstie Alley. En 1987, protagonizó junto a Patrick Swayze y Jennifer Grey la película Dirty Dancing. En 1991, protagonizó la película Curse of the Crystal Eye, siendo esta su última película, ya que decidió dejar su carrera para dedicarse a ser madre a tiempo completo.
Rhodes apareció como bailarina en varios videos musicales, como Rosanna de la banda Toto, Woman In You de los Bee Gees, y Don't Mean Nothing de Richard Marx. También fue bailarina de la banda de rock The Tubes a comienzos de los años 1980. Rhodes después se unió al grupo pop ochentero Animotion, reemplazando a la vocalista Astrid Plane. Con ella grabaron su tercer y último álbum. El sencillo del grupo Room to Move llegó al número #9 de las listas de Billboard. El disco no llegó a tener éxito como los primeros del grupo, alcanzando solamente como máximo el puesto #110 en las listas pop, y poco después el grupo se desintegró.
En 2002, Rhodes coescribió la canción de jazz Perfect Day junto a su esposo Richard Marx para December, el álbum navideño del trompetista Chris Botti.

## Vida personal
En 1989 se casó con el cantante y compositor Richard Marx, con el cual tiene tres hijos: Brandon Caleb Marx, nacido 1990, Lucas Marx, nacido en 1992, y Jesse Marx, nacido en 1994. Tras su matrimonio, decidió dedicarse a su vida familiar y dejar su carrera profesional. La pareja se separó en 2013 y después de 25 años de matrimonio, firmaron el divorcio en 2014.

## Filmografía

### Cine
- Curse of the Crystal Eye (1991) .... Vickie Phillips
- Dirty Dancing (1987) .... Penny Johnson
- Runaway (1984) .... Oficial Karen Thompson
- Staying Alive (1983) .... Jackie
- Flashdance (1983) .... Tina Tech

### Televisión
- La isla de la fantasía .... Merlise (1 episodio: "Goin' on Home/Ambitious Lady", 1984)